# 中村友里子
中村 友里子（なかむら ゆりこ、1981年9月14日 - ）は、東京都出身のミュージカル女優。
ロックリバー所属。

## 経歴
小学生の時にミュージカル『アニー』に出演。その後、子供番組『天才てれびくん』（『天てれ』）の音楽コーナーで、ガールズバンド「クリマカーユ」に参加していた。当時の所属はSugar&Spice。
『天てれ』卒業後は、イマジンミュージカル制作のファミリーミュージカルに多く出演した。最終的には主役で全国公演も行っている。当時の所属は山王プロダクション。
その後、17歳で劇団四季のオーディションに合格し（四季研究所第37期）、ミュージカル『キャッツ』などに出演するようになる。
2004年秋に劇団四季を退団したが、現在もミュージカル出演をし続けている。
2007年、ブログを開設。
2010年7月、小林遼介と結婚。
2012年12月20日、女児を出産。

## 出演作品

### ミュージカル
- アニー（1992年）シャーリー役
- 小公女セーラ（1995年）
- トラップ一家物語（1996年）ヘートヴィッヒ役
- 若草物語（1997年）エイミー役
- 義経と弁慶（1997年）牛若丸役
- 母をたずねて三千里（1998年）マルコ役
- キャッツ（1999年 - 2002年）シラバブ役
- 夢から醒めた夢（2000年, 2003年）マコ役
- アスペクツ オブ ラブ（2002年）ジェニー役
- ユタと不思議な仲間たち（2004年）小夜子役
- ドラキュラ 赤い血の記憶（2005年）
- 赤毛のアン（2005年）ダイアナ役
- アンナ・カレーニナ（2006年）
- ミー&マイガール（2006年）
- マリー・アントワネット（2007年）
- レ・ミゼラブル 少女コゼット（2007年）エポニーヌ役

### テレビ番組
- 天才てれびくん「ポコ・ア・ポコ」（1993年 - 1995年）